# 灰烬杯
灰烬杯（在某些地方被译为骨灰杯，是一个在英国和澳大利亚之间举办的板球对抗赛系列。该赛事一般被视为由最近在该项赛事获得冠军的队伍举办。
灰烬杯在中文中可以表示该项赛事的奖杯本身（The Ashes urn）。
同时，也有以The Ashes series命名的联盟式橄榄球系列赛事和女子板球單日對抗賽系列，同样举办于英国和澳大利亚。